# Charles Billingslea

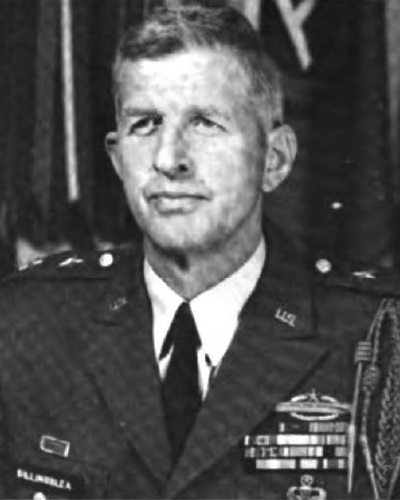
Charles Billingslea

Charles Billingslea (* 16. Mai 1914 in Chicago, Illinois; † 18. März 1989 in Washington, D.C.) war ein Generalmajor der United States Army. Er war unter anderem Kommandeur der 2. Infanteriedivision.

## Biografie
In den Jahren 1932 bis 1936 durchlief Billingslea die United States Military Academy in West Point. Nach seiner Graduation wurde er als Leutnant der Infanterie zugeteilt. In der Armee durchlief er anschließend alle Offiziersränge vom Leutnant bis zum Zwei-Sterne-General. Im Lauf seiner militärischen Karriere absolvierte Billingslea verschiedene Kurse und Schulungen. Dazu gehörten unter anderem eine Ausbildung zum Fallschirmspringer, das United States Army War College und das National War College. Außerdem erhielt er einen akademischen Grad von der Harvard University.
In den Jahren 1936 bis 1941 absolvierte er den für Offiziere in den niederen Rangstufen üblichen Dienst in verschiedenen Einheiten und Standorten. Nach dem amerikanischen Eintritt in den Zweiten Weltkrieg wurde er nach England zum Stab des II. Korps versetzt. In dieser Funktion wurde er als Beobachter bzw. Verbindungsoffizier zur 1. Britischen Luftlandebrigade eingesetzt. Mit dieser Einheit nahm er auch am Beginn des alliierten Nordafrikafeldzugs teil. Daran schloss sich eine Versetzung zum Stab der 5. Armee an, mit der er an der Endphase des Tunesienfeldzugs teilnahm.
Im Jahr 1943 wurde Billingslea Stabsoffizier in einem Pfadfinderbataillon der 82. Luftlandedivision, mit der er an der Landung der Alliierten auf Sizilien teilnahm. In der Folge wurde er zum 504. Fallschirmspringerregiment versetzt, mit dem er am Beginn des Vormarschs der Alliierten durch Italien teilnahm. Dabei war er in mehrere Gefechte verwickelt. Im Sommer 1944 erhielt er das Kommando über das 325. Gleiterregiment. Mit diesem nahm er am Alliierten Vormarsch von Frankreich bis nach Deutschland teil. Dabei war er auch an der Abwehr der deutschen Ardennenoffensive beteiligt. Bis zum Mai 1945 drang Billingsleas Einheit zusammen mit anderen Verbänden bis zur Elbe vor. Zwischen Mai 1945 und Anfang 1946 war er Stabschef bei der 82. Luftlandedivision, die bis Dezember 1945 in Berlin stationiert war und dann in die Vereinigten Staaten zurückverlegt wurde.
Anschließend wurde Billingslea Mitglied der Stabsabteilung für Planungen bei den Army Ground Forces in Fort Monroe in Virginia. In den Jahren 1949 und 1950 war er Dozent am Command and General Staff College in Fort Leavenworth in Kansas und am Army War College. Für einige Zeit war er im Koreakrieg eingesetzt, wo er an einem erfolglosen Befreiungsversuch für den in Kriegsgefangenschaft geratenen Generalmajor William F. Dean teilnahm.
In den folgenden Jahren war Billingslea Stabsoffizier beim Hauptquartier der Alliierten in Europa in Paris. Es folgte ein Studium an der Harvard University und am National War College. Anschließend gehörte er dem Stab des Verteidigungsministeriums der Vereinigten Staaten an. Anfang 1961 kehrte er nach Südkorea zurück, wo er dem Stab der 8. Armee angehörte. Im Mai 1962 wurde er in eine Kommission (Howze Board) berufen, die Konzepte für effizientere Hubschraubernutzung bei der US-Armee ausarbeiten sollte. Nach wenigen Monaten wurde er im September 1962 neuer Kommandeur der 2. Infanteriedivision. Dieses Amt bekleidete er bis September 1964. Die Division war damals noch in Fort Benning, dem heutigen Fort Moore, stationiert. Erst ein Jahr nach Billingsleas Amtszeit wurde sie im Vietnamkrieg eingesetzt. Allerdings wurden in seiner Amtszeit Truppenteile der Division zur Niederschlagung von Aufständen und zur Durchsetzung der Aufhebung der Rassentrennung an der University of Mississippi (Ole Miss Riots) eingesetzt.
Seine letzte militärische Funktion war die des stellvertretenden Kommandeurs des U.S. Army Combat Development Commands in Fort Belvoir. Diesen Posten hatte er bis zum 30. Juni 1966 inne. Anschließend schied er aus dem aktiven Militärdienst aus.

## Späte Jahre
Charles Billingslea verbrachte den ersten Teil seines Lebensabends in Washington, D.C. Später zog er nach Oxford in Maryland, wo er Präsident des Museums Oxford University Museum of Natural History wurde. Er starb am 18. März 1989 im Walter Reed Army Medical Center in Washington D, C. (nicht zu verwechseln mit dem Walter-Reed-Militärkrankenhaus in Bethsda in Maryland). Charles Billingslea fand seine letzte Ruhestätte auf dem Friedhof der Church of the Holy Trinity in seinem letzten Wohnort Oxford in Maryland.

## Orden und Auszeichnungen
Charles Billingslea erhielt im Lauf seiner militärischen Laufbahn unter anderem folgende Auszeichnungen:
- Distinguished Service Cross
- Army Distinguished Service Medal
- Bronze Star Medal
- Army Commendation Medal
- World War II Victory Medal
- American Defense Service Medal
- American Campaign Medal
- European-African-Middle Eastern Campaign Medal
- Army of Occupation Medal
- National Defense Service Medal
- Presidential Unit Citation
- Militär-Wilhelms-Orden (Niederlande)
- Order of Military Merit (Südkorea)
- Orden des Roten Sterns (Sowjetunion)